# Бирюлёв, Владимир Владимирович
Владимир Владимирович Бирюлёв (23 сентября 1928, Харьков — 1995, Новосибирск) — советский, российский и украинский учёный, доктор технических наук, профессор, заслуженный деятель науки и техники РСФСР.

## Биография
Родился 23 сентября 1928 года в Харькове. В 1950 году окончил Киевский инженерно-строительный институт (специальность — «Промышленное и гражданское строительство»); прошёл аспирантуру.
В 1954 году защитил кандидатскую диссертацию, после чего был командирован в Новосибирский инженерно-строительный институт (НИСИ), где занимал должности доцента (1954—1967) и заведующего кафедрой металлических конструкций (1967—1972, 1984—1995). С 1977 года — доктор наук.
В разное время работал деканом факультета, проректором НИСИ по научной работе, возглавлял редакцию журнала «Известия вузов. Архитектура и строительство».
Состоял в Научно-техническом совете АН СССР по строительной механике и конструктивным формам, а также редакционно-издательском совете Минвуза РСФСР. В статусе действительного члена трудился в Академии строительства Украины и Российской академии архитектуры и строительных наук; занимал должность заместителя председателя Сибирского регионального отделения РААСН.
Основал научную школу по разработке и изучению предварительно напряжённых и лёгких металлоконструкций и анализу состояния металлических конструкций в период эксплуатации для их усиления и реконструкции.
Руководил диссертационными советами. Под руководством Бирюлёва было подготовлено свыше 20 кандидатов и докторов наук. Создал 220 научных трудов.

## Награды
Ордена Трудового Красного Знамени и «Знак Почёта», медали.